# أسيتريتين
أسيتريتين هو مركب من الجيل الثاني للريتينوئيد. يؤخذ عن طريق الفم، ويستخدم لعلاج الصدفية. وهو مستقلب من الإيتريتينيت الذي توقف استخدامه بسبب ضيق هامشه العلاجي، وطول عمره النصفي.

## آلية العمل
يرتبط إلى المستقبلات النووية وبالتالي يؤثر على تنظيم النسخ الجيني.

## الآثار الجانبية
- اضطراب معدة.
- جفاف الأنف ونزيفه.
- تشقق الشفتين، وتقرح الفم، ونزيف الللثة.
- زيادة العطش.
- جفاف الجلد.
- تساقط الشعر.
- جفاف العين.

يجب تجنب مشاركته مع منتجات الفيتامين أ.